# Тьер (кантон)
Тьер (фр. Thiers) — это кантон во Франции, расположенный в департаменте Пюи-де-дом, в регионе Овернь.
В результате перекройки кантонов 2014 года, территориальные границы кантона были изменены и количество коммун в кантоне выросло с 3 до 13.

## География
Кантон организован вокруг одноимённой коммуны в одноимённом округе. Высота над уровнем моря колеблется от 273 м (Дора) до 829 м (Эскуту), средняя высота 387 м, в границах 2011 года.

## История
Изменение границ округов, которые произошли в 1926 и 1942 годах не повлияли на кантон Тьер.
Перекройка кантонов Пюи-де-Дома по указу 25 февраля 2014 года изменила границы кантона. Восемь коммун кантона Сен-Реми-сюр-Дюроль (Арконса, Сель-сюр-Дюроль, Шабрелош, Монери-ле-Монтель, Палладук, Сен-Реми-сюр-Дюроль, Сен-Виктор-Монвьянё и Вискомта) и две коммуны кантона Курпьер (Сен-Агат и Волор-Монтань) теперь включены в кантон Тьер.

### Выборы в 2015 году
После первого тура муниципальных выборов 2015 года, две пары вышли в следующий тур: Оливье Шамбон (Olivier Chambon) и Энни Шевальдоне (Annie Chevaldonné) (Союз Левых, 41,25 %) и Эрик Форо (Erik Faurot) и Бриджит Пито (Brigitte Pitault) (Национальный Фронт, 27,53 %). Явка составила 50,94 % (8 467 участвующих в голосовании из 16 622 зарегистрированных) против 52,8 % в муниципальных выборах и 50,17 %, на национальном уровне.
Во втором туре Оливье Шамбон и Энни Chevaldonne (Союз Левых) победили с уровнем поддержки 66,51 % голосов и явкой 51,74 % (5 077 голосов из 8 600 участвующих в голосовании, и 16 621 зарегистрированных).

## Демография
В 2013 году численность городского населения кантона в новых границах составила 22 519 человек.

### Статьи по теме
- Пюи-де-дом
- Округа Пюи-де-Дома[фр.]
- Список кантонов Пюи-де-Дома[фр.]
- Список коммун Пюи-де-Дома[фр.]
- Список окружных советников Пюи-де-Дома[фр.]

### Внешние ссылки
- План кантона Тьер на Mapquest
- Расположение кантона Тьер на карте Франции (недоступная ссылка)